# 查菲环形山
查菲环形山（Chaffee）是月球背面位于巨大的阿波罗环形山内的一座大撞击坑，约形成于39.2-38.5亿年前的酒海纪，其名称取自美国宇航局宇航员，在阿波罗1号测试事故中罹难的罗杰·布鲁斯·查菲（1935年-1967年），1970年被国际天文学联合会批准接受。

## 描述

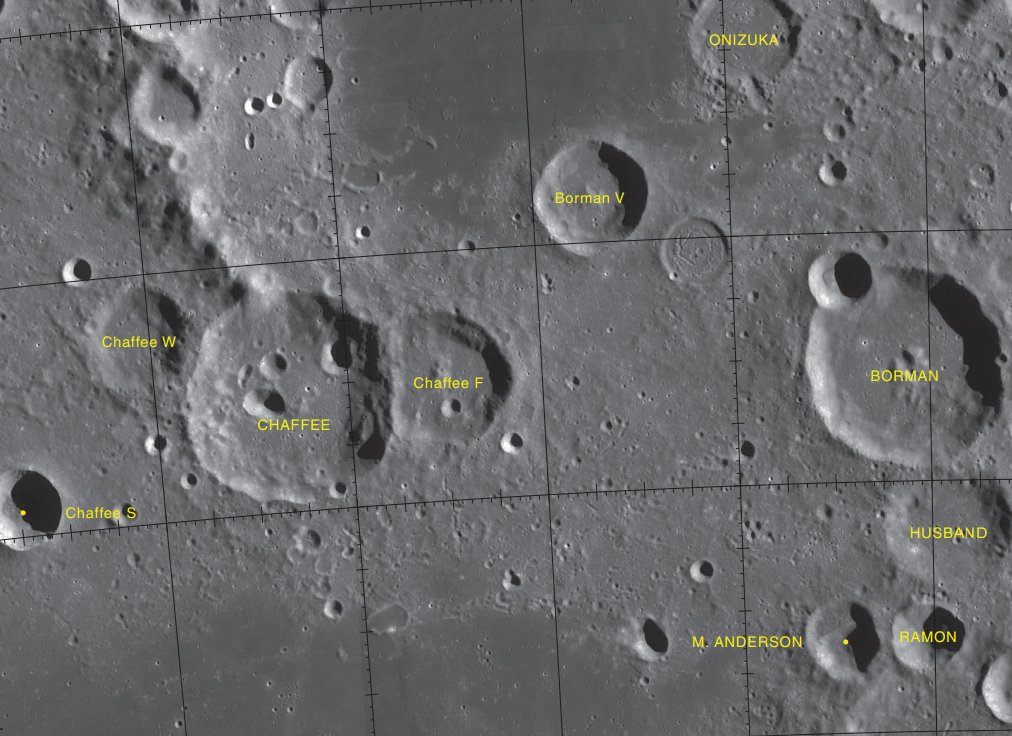
查菲环形山的周边，月球勘测轨道飞行器拍摄的卫星坑图

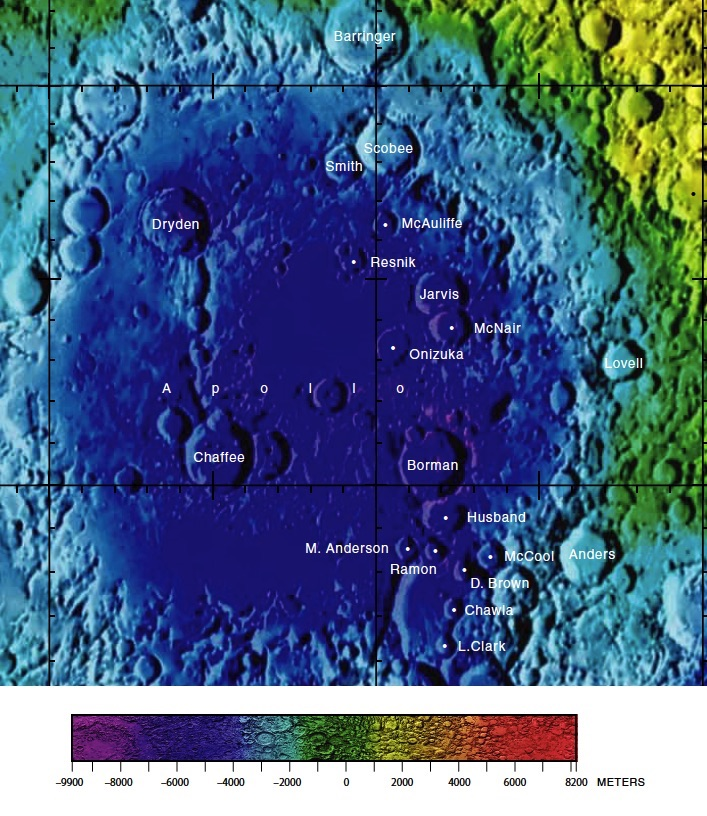
阿波罗环形山的坑内

该陨坑坐落在阿波罗环形山西南内环上，而西北偏北较远处则是切入在西北内环上的德赖登陨石坑、较小的鬼冢承次陨石坑位于它的东北、东面坐落了博尔曼环形山，查菲环形山的东南方则聚集了赫斯本德陨石坑、拉蒙陨石坑、迈·安德森陨石坑等一群以哥伦比亚号航天飞机罹难乘员所命名的陨石坑。该陨坑中心月面坐标为39°04′S 154°38′W / 39.06°S 154.63°W，直径51.75公里，深度约2.371公里。
查菲环形山外观轮廓大致圆状，但因边缘多处外突而稍显参差。坑沿略有磨损，坑壁仍保持峻峭侧立，二座醒目的小陨坑附靠在它的外侧壁上，其中东侧是直径36.13公里的卫星坑“查菲 F”、西侧是稍小的直径24.62公里的“查菲 W”，查菲环形山实际部分切入进“查菲 F”坑内，二陨坑共有一段坑壁。在它的西南偏南侧坑壁上则横跨了另一座更小的撞击坑。查菲环形山内侧壁没有形成阶地结构，坡面倾斜向下延伸至环坑底的岩屑堆。该环形山坑壁最大高出周边地形1140米，内部容积约2166.26立方千米。坑底部分地区相对平坦，没有其它地貌结构，但北半部，特别是中心点西北分布有数座醒目的小撞击坑。

## 卫星陨石坑
按惯例，最靠近查菲环形山的卫星坑将在月图上以字母标注在它的中心点旁边.

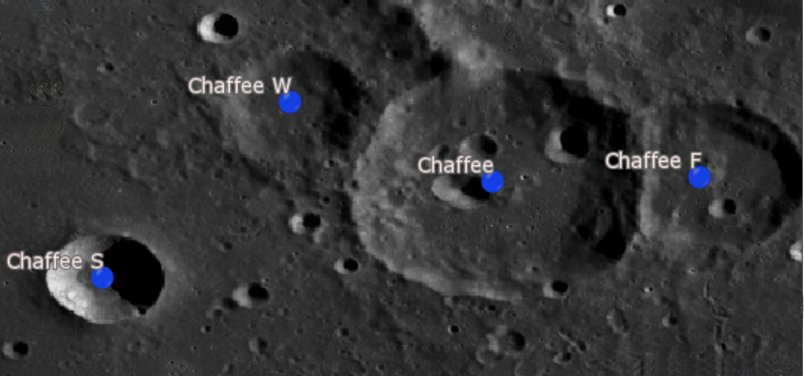
月球勘测轨道飞行器拍摄的卫星坑图

| 查菲 | 纬度     | 经度      | 直径      |
| ---- | -------- | --------- | --------- |
| F    | 39.03° S | 153.11° W | 36.13公里 |
| S    | 39.77° S | 157.49° W | 19.88公里 |
| W    | 38.48° S | 156.12° W | 24.62公里 |

## 参引资料
1. 1 2 3 4  Lunar Impact Crater Database
2. ↑   (PDF).   [2017-04-30]. （原始内容存档 (PDF)于2013-02-20）.
3. ↑  .   [2017-04-30]. （原始内容存档于2020-11-27）.

## 另请参阅
- Andersson, L. E.; Whitaker, E. A. . NASA RP-1097. 1982.
- Blue, Jennifer. . USGS. July 25, 2007  [2007-08-05]. （原始内容存档于2012-04-08）.
- Bussey, B.; Spudis, P. . New York: Cambridge University Press. 2004. ISBN 978-0-521-81528-4.
- Cocks, Elijah E.; Cocks, Josiah C. . Tudor Publishers. 1995. ISBN 978-0-936389-27-1.
- McDowell, Jonathan. . Jonathan's Space Report. July 15, 2007  [2007-10-24]. （原始内容存档于2012-05-26）.
- Menzel, D. H.; Minnaert, M.; Levin, B.; Dollfus, A.; Bell, B. . Space Science Reviews. 1971, 12 (2): 136–186. Bibcode:1971SSRv...12..136M. doi:10.1007/BF00171763.
- Moore, Patrick. . Sterling Publishing Co. 2001. ISBN 978-0-304-35469-6.
- Price, Fred W. . Cambridge University Press. 1988. ISBN 978-0-521-33500-3.
- Rükl, Antonín. . Kalmbach Books. 1990. ISBN 978-0-913135-17-4.
- Webb, Rev. T. W.  6th revised. Dover. 1962. ISBN 978-0-486-20917-3.
- Whitaker, Ewen A. . Cambridge University Press. 1999. ISBN 978-0-521-62248-6.
- Wlasuk, Peter T. . Springer. 2000. ISBN 978-1-85233-193-1.